# 守部大隅
守部 大隅（もりべ の おおすみ）または鍛 大角（鍛名 大隅）（かぬち の おおすみ）は、飛鳥時代から奈良時代にかけての貴族。姓は造のち連。官位は従五位上・刑部少輔。

## 出自
『新撰姓氏録』「河内国神別」によると、「守部連」は「振魂命之後也」とある。元の氏である「鍛」（鍛名・鍛師）は鍛冶部（かぬちべ）より来ており、『書紀』の巻第二の綏靖天皇の条に「倭鍛名天津真浦」（やまとのかぬち あまつまうら）の名前が見えている。倭鍛部と韓鍛部（からのかぬちべ）に分けられ、ともに金属器の製造を業務としていた。

## 経歴
『続日本紀』巻第一によると、文武天皇4年（700年）、刑部親王以下19人と共に大宝律令の撰定者となり、その功績によって白猪史骨・土師宿禰甥らと共に禄を与えられた。この時は位階は黄文連備・田辺史百枝・道君首名と同じ「追大壱」（正八位上に相当）である。『続紀』巻第五では、元明朝の和銅4年（711年）4月に黄文備・道首名らと共に正六位上から従五位下に昇叙。巻第八では元正朝の養老4年（720年）10月には従五位上で刑部少輔に叙された。
また、翌養老5年（721年）には、正月24日、25日と地震が続いたのがショックであったのか、天皇は以下のような詔を出された。
1. 至極公平で私心のない心を持ち、忠節の心で君主に仕え、各々が職務を全うし、役所から食事のために退出する、ということを続ければ、五帝の舜について歌った康哉（こうさい）の歌が起こるのも遠からじとして、風雨雷震の際には忠義の心で諫めるようにして欲しい。
2. 文人と武人はともに国家にとって大事であり、医術・卜筮（ぼくぜい）・方術は古今尊ばれる。百官の中から学業を修めた人に褒賞を与えたい。

かくして、その中の一人に鍛名造大隅が選ばれ、明経第一博士として越智広江と共に絁（あしぎぬ）20疋・絹糸20絇（く）、麻布30端、鍬20口が与えられ、表彰されたという。ただし、次の月にも地震があった。巻第十によると、聖武朝の神亀5年（728年）2月、勅令により、守部連の氏姓を賜った。同年8月、書状をしたためて、骸骨を乞うた（致仕を申し出た）が、詔により許されず、絹十疋、あしぎぬ十疋、真綿100疋、麻布40端を与えられた。以後の記録はない。
このほかにも、『令集解』に引用された「賦役令」舎人史生条によると、神亀4年正月廿六日の格に「令制正五位鍛名造大隅」とあり、同書の「考課令」にも「其清慎之善、当朝得人、守部大夫独也」ともある。『藤氏家伝』下（「武智麻呂伝」）にも、神亀年間（724年 - 729年）中の宿儒（経験と名望のある儒者）の一人として名があげられている。